# World Trade Center Metz-Saarbrücken
Pour les articles homonymes, voir World Trade Center (homonymie).
Le World Trade Center Metz-Saarbrücken est un centre d'affaires de rayonnement international. C’est dans les années 1980 que le WTC s’est installé à Metz-Technopôle dans les deux tours du même nom. Il est le fruit d'un projet commun entre la ville de Metz et celle de Saarbrücken, ainsi que plusieurs autres partenaires : CCI Moselle, IHK Saarland, conseil régional de Lorraine, ministère de l’Économie du Land de Sarre et Batigère.
Le WTC Metz-Saarbrücken a reçu la Silver Certification en 2009 pour les services suivants : informations commerciales, services aux locataires, missions commerciales, formations commerciales, services aux entreprises, organisation d'expositions et services, espaces de conférence, Club WTC.
Avec son réseau et son Business Club, l'équipe franco-allemande du WTC Metz-Saarbrücken accompagne les entreprises allemandes, françaises et internationales dans leur expansion.

## Localisation
Le WTC Metz-Saarbrücken est donc situé au milieu d’un carrefour européen, au cœur du centre-ville de Metz à quelques minutes à pied de nombreux restaurants, magasins et bureaux. Il est également relié aux infrastructures comme les transports publics et l'autoroute.  
Le WTC est domicilié à 2 Place d'Armes à Metz, 57000.  

## Histoire
Le World Trade Center Metz-Saarbrücken est le résultat des efforts visant à renforcer la coopération transfrontalière entre la Sarre et la Lorraine.
Après la création d'un conseil parlementaire interrégional en 1986 et la mise en place d'un conseil des ministres Sarre/Lorraine en 1989, un certain nombre d'opérations transfrontalières ont été lancées. Dans le domaine économique, il s'agit notamment de la création du World Trade Center Metz-Saarbrücken le 31 mai 1989, grâce à la coopération des chambres de commerce et d'industrie de la Moselle et de la Sarre (CCI Moselle & IHK Saarland).
Jusqu'à la fin 2014, le WTC Metz-Saarbrücken faisait partie de la CCI Moselle, mais en raison des réductions budgétaires du gouvernement français, certaines CCI ont dû se restructurer complètement : entre autres, des services ont été abandonnés et des employés ont été licenciés. Ces développements ont également affecté les WTC français, certains comme le WTC Strasbourg ont dû être abandonnés. Le WTC Metz-Saarbrücken y a résisté ; la ville de Metz a conservé ce centre d'affaires international unique et l'a intégré dans l'agence Inspire Metz. Dès lors, la direction du WTC a été soutenue et transmise par l'agence avec une nouvelle équipe, de nouveaux partenaires et de nouvelles ambitions. 

## Réseaux et associations
Le WTC Metz-Saarbrücken est membre de l'association internationale World Trade Centers Association (WTCA) qui est basée à New York et qui rassemble près de 330 World Trade Centers présents dans environ 90 pays. Ces World Trade Centers partagent les mêmes valeurs et ont construit leur offre à partir de 4 principes : un réseau global, des solutions immobilières, des services intégrés et une marque prestigieuse.
Les World Trade Centers français sont répartis sur l'ensemble du territoire. Ils sont proches des Chambres de commerce et de l’industrie et des organismes dédiés à l'international. Ils sont au nombre de 13. 
Les opportunités commerciales sont simplifiées pour les entreprises tant sur le marché transfrontalier que sur le marché international par le biais du réseau du WTC.
Auparavant, le WTC Metz-Saarbrücken hébergeait les activités de trois clubs différents :
- Club Défi Export Lorraine, qui encourage les entreprises à se développer sur les marchés extérieurs en mutualisant les savoirs et les expériences de ses membres;

- N-TECH, au sein duquel les entreprises peuvent y découvrir le monde des nouvelles technologies et ses avantages[7] ;

- Club Lorraine Internationale Mobilité, qui offre une gamme de services à destination des entreprises pour réussir l'installation en Lorraine de leurs salariés mutés ou recrutés (relocation, logement, école, démarches administratives…).

En raison d'une réorganisation, il n'existe aujourd’hui plus qu'un seul club : le Business Club franco-allemand. Celui-ci offre un programme annuel d'activités et crée ainsi la possibilité de partenariats efficaces.
En outre, le WTC Metz-Saarbrücken loue des espaces d'affaires.

### Infographies et dossiers
: document utilisé comme source pour la rédaction de cet article.
- World Trade Center Association
- AFP, « Le gouvernement va réduire les budgets des CCI », sur Le Figaro, 25 juillet 2014 à 11:30 (consulté le 21 mai 2020)]
- René Bour, « La Lorraine et la Sarre renforcent leur coopération transfrontalière », sur Les Échos, 13 juin 1991 (consulté le 21 mai 2020)
- « WTC : comment le redynamiser ? », sur Le Républicain lorrain, 17 février 2017 (consulté le 21 mai 2020)